# Episodi de La famiglia Robinson
La prima e unica stagione della serie televisiva La famiglia Robinson è stata in trasmessa in Canada dalla CTV tra il 13 settembre 1974 e il 7 marzo 1975.
| nº | Titolo originale               | Titolo italiano | Prima TV Canada   | Prima TV Italia |
| -- | ------------------------------ | --------------- | ----------------- | --------------- |
| 1  | The Arrival                    |                 | 13 settembre 1974 |                 |
| 2  | Bruno                          |                 |                   |                 |
| 3  | Dead Man's Gold                |                 |                   |                 |
| 4  | The Secret of Shark Island     |                 |                   |                 |
| 5  | Nature's Child                 |                 |                   |                 |
| 6  | Return to Paradise             |                 |                   |                 |
| 7  | The Animal Kingdom             |                 |                   |                 |
| 8  | Disappearance                  |                 |                   |                 |
| 9  | The Weakest Link               |                 |                   |                 |
| 10 | Somewhere on this Earth        |                 |                   |                 |
| 11 | Rogue                          |                 |                   |                 |
| 12 | A Time to Live & A Time to Die |                 |                   |                 |
| 13 | Skeleton Clue                  |                 |                   |                 |
| 14 | Lost at Sea                    |                 |                   |                 |
| 15 | Deadly Feast                   |                 |                   |                 |
| 16 | The Visitor                    |                 |                   |                 |
| 17 | Cave of the Tiger              |                 |                   |                 |
| 18 | Attack of the Cat              |                 |                   |                 |
| 19 | Curse of the Idol              |                 |                   |                 |
| 20 | The Intruder                   |                 |                   |                 |
| 21 | Second Honeymoon               |                 |                   |                 |
| 22 | Monsoon                        |                 |                   |                 |
| 23 | The Mark of Captain Keel       |                 |                   |                 |
| 24 | The Castaway                   |                 |                   |                 |
| 25 | Rescue!                        |                 |                   |                 |
| 26 | Terror on South Island         |                 | 7 marzo 1975      |                 |